# 2312
2312 è un romanzo di fantascienza scritto da Kim Stanley Robinson e pubblicato nel 2012. La storia si svolge nell'anno 2312 quando l'uomo si è diffuso in tutto il sistema solare. Il romanzo ha vinto nel 2013 il Premio Nebula per il miglior romanzo.

## Storia editoriale
Il romanzo ha ricevuto i seguenti riconoscimenti:
- 2012 - BSFA Award for Best Novel[2]
- 2012 - Nominato Premio James Tiptree Jr.[3]
- 2013 - Nominato Premio Arthur C. Clarke'[4]
- 2013 - Premio Nebula per il miglior romanzo[1]
- 2013 - Nominato Premio Hugo per il miglior romanzo[5]

La città di Terminator è apparsa per la prima volta nel romanzo, The Memory of Whiteness

## Trama
Mercurio, 2312. Nella grande città di Terminator, costruita su gigantesche tracce per rimanere costantemente nella zona abitabile del pianeta vicino al terminatore. Swan Er Hong, artista ed ex progettista di terrari di asteroidi, è in lutto per la morte improvvisa della sua nonna, Alex, molto famosa tra gli abitanti di Terminator. Dopo la processione funebre, si tiene una conferenza tra la famiglia e gli amici intimi di Alex (alcuni dei quali Swan non ha mai sentito nominare, incluso Fitz Wahram, un nativo di Titano). Dopo la conferenza, Swan decide di andare su Io per visitare un altro amico di Alex, Wang, che ha progettato uno dei più grandi qubit. Durante il cammino, un apparente attacco di qualche tipo fallisce, e, a breve, ne segue un altro a Terminator: un meteorite di origine artificiale distrugge le tracce della città, esponendola al sole. Inoltre, Swan scopre il mistero che circonda la morte di sua nonna e la distruzione della sua città natale di Terminator. Insieme a Wahram e Genette, viaggia per tutto il sistema solare per indagare su una serie di cospirazioni.
L'ispettore Genette scopre che il meteorite artificiale che distrusse Terminator fu creato durante il lancio di un gran numero di piccoli frammenti sulle traiettorie, le quali li avrebbe portati a unirsi sopra Mercurio. Inoltre, la complessità dell'attacco la porta a determinare che siano stati adoperati dei computer quantistici.
Nel frattempo, Swan e Wahram sono coinvolti nel ripristino e nel recupero della Terra, devastata dal cambiamento climatico, restituendo migliaia di specie ai loro habitat originari.

## Personaggi
Swan Er HongÈ un'artista e progettista di terrari di asteroidi
Fitz WahramÈ un diplomatico nativo di Titano
Jean GenetteÈ un'amica di Alex
AlexÈ una scienziata e diplomatica, ed, inoltre, nonna di Swan
MqaretÈ uno scienziato e fidanzato di Alex
KiranÈ un ragazzo terrestre che salva Swan nella sua città natale. In cambio, Swan gli offre un lavoro fuori il pianeta.

## Ambientazione

### Società, scienza e tecnologia
Nel mondo del romanzo, i pianeti Mercurio, Venere e Marte sono colonizzati dagli umani, così come le lune di Saturno e Giove. Inoltre, gli esseri umani riusciti, pian piano, a colonizzare l'intero sistema solare (comprese lune e satelliti). Quasi tutti gli asteroidi del Sistema Solare sono stati scavati per formare "terrari", che comprendono habitat artificiali progettati per imitare vari biomi trovati sulla terra o combinazioni di differenti biomi: alcuni di questi servono come riserve naturali o fattorie per flora e fauna in via di estinzione o sottoprodotti; gli esseri umani, inoltre, le utilizzano come mezzi di trasporto.
Nel romanzo, i progressi scientifici e tecnologici, come il potenziamento umano, gli insediamenti su altri pianeti e la terraformazione, hanno aperto le porte a un futuro straordinario. Una delle principali innovazioni sono le queb, computer quantistici dotati di intelligenza artificiale, spesso abbastanza piccoli da permettere a chi li indossa di impiantarli nella propria testa o indossarli. L'IA digitale, al contrario di quanto è quantistico, è ancora in uso ma viene soppiantata dai qubit più piccoli e molto più potenti.
Il capitalismo è stato sostituito da un'economia pianificata ispirata dal concetto di mondragon controllato dai computer quantistici, ma sulla Terra ci sono ancora resti del sistema di mercato.
Sesso e sessualità in questo mondo sono visti in modo tollerante: femminile, maschile, androgino, ambisessuale, bisessuale, neutro, eunuco, asessuale, indifferenziato, gay, lesbico, queer, invertito, polimorfo, poliamore, berdache, hijra e due spiriti.

## Accoglienza
Il romanzo ha ricevuto pareri favorevoli misti. Strange Horizons ha scritto che "i lettori devono prendere le loro menti".
Slate Magazine ha elogiato il libro definendolo "brillante" mentre il Guardian ha criticato il finale del libro come "inventato". Jeff VanderMeer definì il libro un "dono prezioso per i fan della narrazione appassionata", scrivendo che l'audacia del libro era un vantaggio.